# Beura-Cardezza
Beura-Cardezza (piemontiul: Bèura e Cardëssa) település Olaszországban. Lakosainak száma 1417 fő (2023. január 1.). Beura-Cardezza Domodossola, Pallanzeno, Premosello-Chiovenda, Trontano, Villadossola és Vogogna községekkel határos.

## Népesség
A település népességének változása:
| Lakosok száma | 1485 | 1473 | 1417 |
|               | 2017 | 2018 | 2023 |